# Ключ 118
Ключ 118 або ключ «бамбук» (竹部), що означає «бамбук» — один із 29 ключів Кансі (загалом 214 ключів), що складається з 6 рисок . Як компонент зазвичай знаходиться у верхній частині ієрогліфів у своїй зменшеній формі 𥫗 .
У словнику Кансі 953 ієрогліфи мають цей ключ (з 49 030).
竹 це також 135-ий індексувальний компонент у Таблиці Індексування Компонентів Китайських Ієрогліфів, що переважно використовується у словниках Спрощеної Китайської, виданих на Континентальному Китаї, водночас 𥫗 є пов'язаним індексувальним компонентом.
Як самостійний ієрогліф 竹 є одним з Кьоїку кандзі, що вивчають у початковій школі Японії.  Це канджі першого класу.

## Еволюція

Ієрогліфи у Цзяґувень
Ієрогліф у Цзіньвень
Ієрогліф у Дачжуань
Ієрогліф у Сяочжуань

## Похідні ієрогліфи
| Риски | Ієрогліфи |
| ----- | --- |
| +0    | 竹 𥫗як компонент |
| +2    | 竺 竻 |
| +3    | 竼 竽 竾 竿 笀 笁 笂 笃 |
| +4    | 笅 笆 笇 笈 笉 笊 笋 笌 笍 笎 笏 笐 笑 笒 笓 笔 笕                                                                               |
| +5    | 笖 笗 笘 笙 笚 笛 笜 笝 笞 笟 笠 笡 笢 笣 笤 笥 符 笧 笨 笩 笪 笫 第 笭 笮 笯 笰 笱 笲 笳 笴 笵 笶 笷 笸 笹 笺 笻 笼 笽 笾       |
| +6    | 笄 笿 筀 筁 筂 筃 筄 筅 筆 筇 筈 等 筊 筋 筌 筍 筎 筏 筐 筑 筒 筓 答 筕 策 筗 筘 筙 筚 筛 筜 筝                                  |
| +7    | 筞 筟 筠 筡 筢 筣 筤 筥 筦 筧 筨 筩 筪 筫 筬 筭 筮 筯 筰 筱 筲 筳 筴 筵 筶 筷 筸 筹 筺 筻 筼 筽 签 筿 简 節                      |
| +8    | 箁 箂 箃 箄 箅 箆 箇 箈 箉 箊 箋 箌 箍 箎 箏 箐 箑 箒 箓 箔 箕 箖 算 箘 箙 箚 箛 箜 箝 箞 箟 箠 管 箢 箣 箤 箥 箦 箧 箨 箩 箪 箫 |
| +9    | 箬 箭 箮 箯 箰 箱 箲 箳 箴 箵 箶 箷 箸 箹 箺 箻 箼 箽 箾 箿 篁 篂 篃 範 篅 篆 篇 篈 篊 篋 篌 篍 篎 篏 篐 篑 篒 篓                |
| +10   | 築 篔 篕 篖 篗 篘 篙 篚 篛 篜 篝 篞 篟 篠 篡 篢 篣 篤 篥 篦 篧 篨 篩 篪 篫 篬 篭 篮 篯 簑 簕                                     |
| +11   | 篰 篱 篲 篳 篴 篵 篶 篷 篸 篹 篺 篻 篼 篽 篾 篿 簀 簁 簂 簃 簄 簅 簆 簇 簈 簉 簊 簋 簌 簍 簎 簏 簐 簒 簓 簔 簖 簗                |
| +12   | 簘 簙 簚 簛 簜 簝 簞 簟 簠 簡 簢 簣 簤 簥 簦 簧 簨 簩 簪 簫 簬 簭 簮 簯 簰 簱 簲                                                 |
| +13   | 簳 簴 簵 簶 簷 簸 簹 簺 簻 簼 簽 簾 簿 籀 籁 籂                                                                                  |
| +14   | 籃 籄 籅 籆 籇 籈 籉 籊 籋 籌 籍 籎 籏 籕 籖                                                                                     |
| +15   | 籐 籑 籒 籓 籔 |
| +16   | 籗 籘 籙 籚 籛 籜 籝 籞 籟 籠 籡                                                                                                 |
| +17   | 籢 籣 籤 籥 籦 籧 籨 |
| +18   | 籪 |
| +19   | 籩 籫 籬 籭 籮 |
| +20   | 籯 籰 |
| +24   | 籱 |
| +26   | 籲 |

## Зовнішні посилання
- База даних Unihan - U+7AF9